# Paul Césard
Pas d'image ? Cliquez ici

a Compétitions nationales et continentales officielles uniquement.

Paul Césard, né le 22 octobre 1924 à Bayonne et mort le 16 juin 2002 dans la même ville, est un joueur de rugby à XIII évoluant au poste de demi d'ouverture ou de demi de mêlée dans les années 1940 et 1950.
Natif de Bayonne, Paul Césard intègre les équipes minimes et junior du club de rugby à XIII de Côte basque dès 1938. L'arrivée de la Seconde Guerre mondiale et l'interdiction du rugby à XIII en France oblige Césard à jouer au rugby à XV durant la guerre. À la sortie de la guerre, il joue pour Côte basque puis l'entente Bordeaux-Bayonne aux côtés de Robert Caillou et Maurice Brunetaud avant d'être transféré à Marseille entraîné par Jean Duhau. Avec le club marseillais, Césard connaît de nombreux succès sportifs remportant le Championnat de France en 1949, et la  Coupe de France en 1948 et 1949 avec le Basque Jean Dop, Élie Brousse, André Béraud, Raoul Pérez et  Henri Durand. Il connaît l'âge d'or de Marseille XIII. En 1952, il joue durant une saison à Carpentras puis une autre au Toulouse olympique XIII avant de clore sa carrière à Avignon avec deux nouveaux titres de Coupe de France en 1955 et 1956.
Malgré ses performances, il est convoqué en équipe de France mais ne connaît aucune sélection en raison de la concurrence tel Paul Dejean.

## Palmarès
- Collectif :
  - Vainqueur du Championnat de France : 1949 (Marseille).
  - Vainqueur de la Coupe de France : 1948, 1949 (Marseille), 1955 et 1956[3] (Avignon).
  - Finaliste du Championnat de France : 1950, 1952 (Marseille).

### En club
| Saison    | Saison                  | Championnat           | Championnat | Coupe           | Coupe      |
| Saison    | Saison                  | Comp.                 | Class.      | Comp.           | Class.     |
| --------- | ----------------------- | --------------------- | ----------- | --------------- | ---------- |
| 1945-1946 | Côte basque XIII        | Championnat de France | ?           | Coupe de France | 1/4 finale |
| 1946-1947 | Bordeaux-Bayonne        | Championnat de France | 1/2 finale  | Coupe de France | 1/2 finale |
| 1947-1948 | RC Marseille            | Championnat de France | 1/2 finale  | Coupe de France | Vainqueur  |
| 1948-1949 | RC Marseille            | Championnat de France | Vainqueur   | Coupe de France | Vainqueur  |
| 1949-1950 | RC Marseille            | Championnat de France | Finaliste   | Coupe de France | 1/2 finale |
| 1950-1951 | RC Marseille            | Championnat de France | 1/2 finale  | Coupe de France | 1/4 finale |
| 1951-1952 | RC Marseille            | Championnat de France | Finaliste   | Coupe de France | 1/8 finale |
| 1952-1953 | RC Carpentras           | Championnat de France | 13e         | Coupe de France | 1/8 finale |
| 1953-1954 | Toulouse olympique XIII | Championnat de France | 9e          | Coupe de France | 1/8 finale |
| 1954-1955 | SO Avignon              | Championnat de France | 1/2 finale  | Coupe de France | Vainqueur  |
| 1955-1956 | SO Avignon              | Championnat de France | 1/2 finale  | Coupe de France | Vainqueur  |